# Markusevangeliet (album)
Markusevangeliet är den svenska artisten Markus Krunegårds debutalbum som soloartist. Skivan släpptes den 2 april 2008 av Universal på underetiketten V2 Records. 13 februari 2008 släpptes låten Jag är en vampyr som singel. 27 november samma år släpptes låten Det är ett idogt jobb att driva ungdomen ut ur sin kropp som singel. Den 20 februari 2009 släpptes en utökad version av skivan med en B-sida, två nya låtar, fyra nyversioner och en remix.

## Låtlista
1. Jag är en vampyr
2. Hjälp
3. Ibland gör man rätt ibland gör man fel
4. Idioter
5. Se på mig nu, vad tycker du?
6. Den som dör får se/Markus kyrkogård
7. Rocken spelar ingen roll längre
8. Noiserock i Japan
9. Samma nätter väntar alla
10. Det är ett idogt jobb att driva ungdomen ut ur sin kropp
11. Åh Uppsala
12. Stjärnfallet
13. Maria och jag

## Bonus CD
1. E4, E18, väg 13
2. Livet är människans bästa tid
3. Mitt kvarter
4. Det är ett idogt jobb att driva ungdomen ut ur sin kropp
5. Jag är en vampyr
6. Maria och jag
7. Stjärnfallet
8. Jag är en vampyr (Detektivbyrån Remix)

## Singlar
- Jag är en vampyr

1. Jag är en vampyr
2. E4, E18, väg 13

- Det är ett idogt jobb att driva ungdomen ut ur sin kropp

1. Det är ett idogt jobb att driva ungdomen ut ur sin kropp
2. Jag är en vampyr (Detektivbyrån Remix))

## Listplaceringar
| Lista (2008) | Topplacering |
| ------------ | ------------ |
| Sverige      | 10           |